# 阿道法斯·拉马瑙斯卡斯

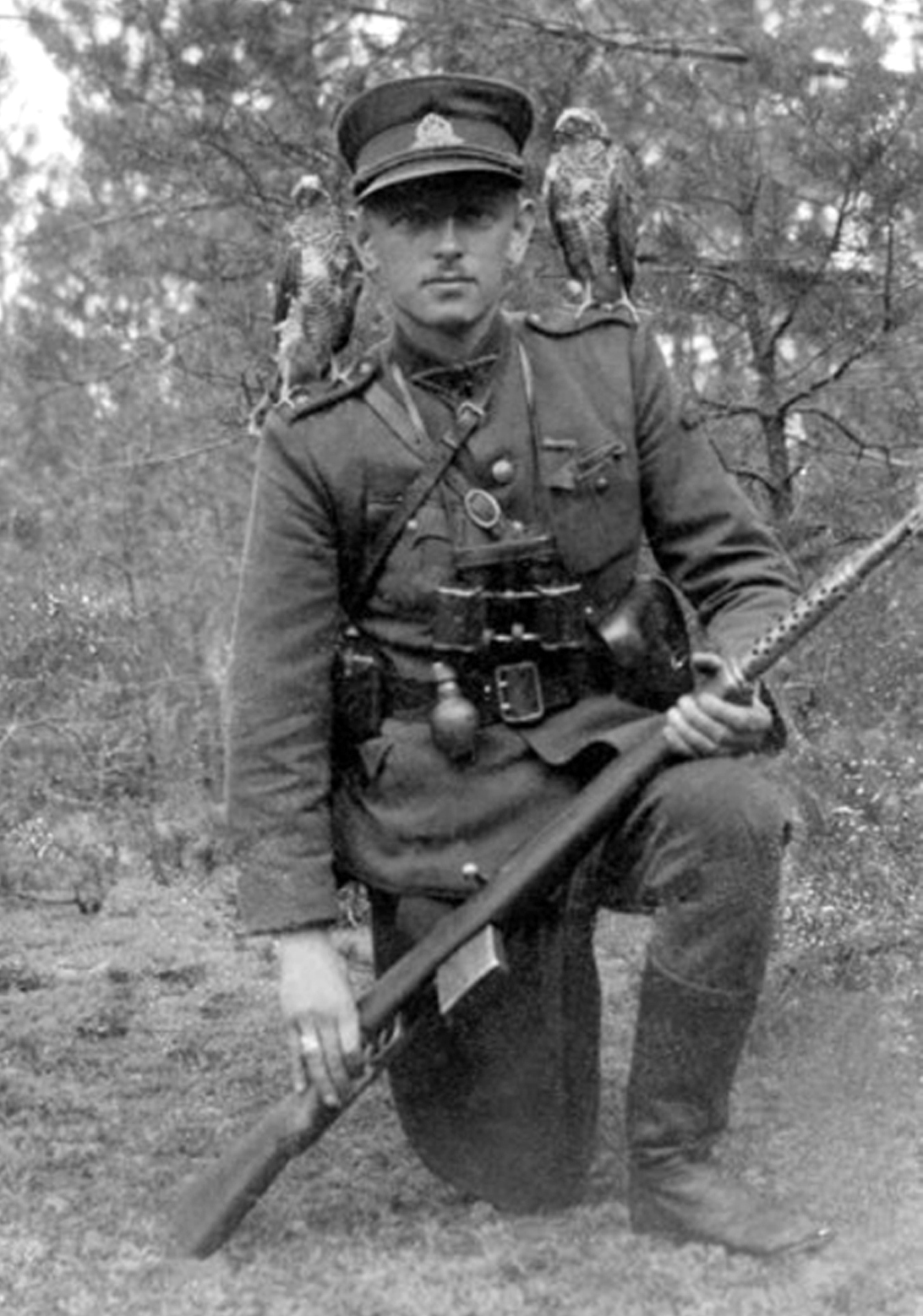
阿道法斯·拉马瑙斯卡斯

阿道法斯·拉马瑙斯卡斯（1918年3月6日—1957年11月29日）是一位立陶宛游击队队员，也是立陶宛抵抗运动的领袖之一。拉马瑙斯卡斯在纳粹德国占领立陶宛期间一直以教师为业。1944-45年间，苏联重新占领立陶宛，他没有马上改行，但在內務人民委員部开始逼迫他监视自己的学生之后，他便加入了反苏抵抗运动，由排长一路晋升至立陶宛自由战士联盟主席。後來拉马瑙斯卡斯被捕並被处决。
由于有传言称拉马瑙斯卡斯在納粹大屠殺期间曾与纳粹合作，因此他一直都是个争议人物，西蒙·維森塔爾中心、世界猶太人大會以及以色列犹太事务局都曾对纪念拉马瑙斯卡斯的活动提出过抗议。 